# Volksbank Enniger-Ostenfelde-Westkirchen
Die Volksbank Enniger-Ostenfelde-Westkirchen eG ist eine Genossenschaftsbank mit Sitz im Stadtteil Enniger der nordrhein-westfälischen Stadt Ennigerloh im Kreis Warendorf.

## Geschichte
Die heutige Volksbank Enniger-Ostenfelde-Westkirchen eG wurde ursprünglich am 5. Juli 1896 gegründet und entstand im Jahr 1990 durch die Fusion der Volksbank Enniger eG mit dem Sitz in Enniger mit der Volksbank Ostenfelde-Westkirchen eG mit dem Sitz in Ostenfelde. Zuvor fusionierte im Jahr 1978 die Spar- und Darlehnskasse Westkirchen e.G. mit dem Sitz in Westkirchen mit der Volksbank Ostenfelde eG mit dem Sitz in Ostenfelde.

## Rechtsverhältnisse
Die Volksbank Enniger-Ostenfelde-Westkirchen eG ist im Genossenschaftsregister beim Amtsgericht Münster unter GnR 415 eingetragen.

## Organisationsstruktur
Rechtsgrundlagen sind das Genossenschaftsgesetz und die durch die Vertreterversammlung beschlossene Satzung. Organe der Bank sind der Vorstand, der Aufsichtsrat und die Vertreterversammlung.

## Sicherungseinrichtung
Die Volksbank Enniger-Ostenfelde-Westkirchen eG ist der amtlich anerkannten Sicherungseinrichtung des Bundesverbandes der Deutschen Volksbanken und Raiffeisenbanken GmbH und der zusätzlichen freiwilligen Sicherungseinrichtung des Bundesverbandes der Deutschen Volksbanken und Raiffeisenbanken e.V. angeschlossen.

## Geschäftsausrichtung
Die Volksbank Enniger-Ostenfelde-Westkirchen eG betreibt das Universalbankgeschäft. Im Verbundgeschäft arbeitet sie mit der DZ Bank, R+V Versicherung, Bausparkasse Schwäbisch Hall, Teambank, VR Leasing, DZ Hyp und der Union Investment zusammen.

## Geschäftsgebiet
Das Geschäftsgebiet liegt im Zentrum des Kreises Warendorf.
An diesen Orten betreibt die Bank Filialen:
- Enniger (Hauptstelle, jur. Sitz)
- Westkirchen (Geschäftsstelle)
- Ostenfelde (Geschäftsstelle)